# كافارنا
كافارنا ( (بالبلغارية: Каварна)‏ هي مدينة ساحلية على البحر الأسود ومنتجع ساحلي في منطقة دوبروجا شمال شرق بلغاريا . تقع على بعد 64 كيلومتر (40 ميل) شمال شرق فارنا ، 49 كيلومتر (30 ميل) من دوبريتش على الطريق الدولي E87 و 43 كيلومتر (27 ميل) جنوب الحدود مع رومانيا . وهي المدينة الرئيسية لبلدية كافارنا ، وهي جزء من مقاطعة دوبريتش . بحسب احصاء ديسمبر 2009 ، يبلغ عدد سكان المدينة 11397 نسمة. يوجد ميناء صغير لليخوت وقاعدة لصيد الأسماك وشاطئ فسيح ومجمع منتجع في المدينة. يقع كيب كالياكرا التاريخي على بعد بضعة كيلومترات إلى الشرق ، وكذلك منتجع روسالكا الصغير على شاطئ البحر. يتم تطوير ثلاثة ملاعب للغولف من 18 حفرة مع مجتمعات للفيلات والمراسي في مكان قريب ، وقد تم تصميم اثنين من الملاعب بواسطة Gary Player وواحد بواسطة Ian Woosnam .
خلال عقد 2000s ، أصبحت المدينة مشهورة مهرجان كالياكرا روك السنوي الذي يضم فرق روك شهيرة من جميع أنحاء العالم.

## أصل التسمية
مع الغزو البلغاري في القرن السابع الميلادي ، حل اسم كارفونا محل الكرونوي اليوناني القديم الذي يبدو متشابهًا كاسم مدينة بالتشيك الحديثة المجاورة ؛ كانت أسماء Karvunska Hora وإمارة Karvuna مرتبطة بتلك المدينة ، والتي تم ذكرها أيضًا في الرسوم البيانية البورتولانية الإيطالية في القرن الرابع عشر مع الشكل الإيطالي Carbona .
تم ذكر اسم كافارنا على أنه يشير إلى هذه المدينة لأول مرة في القرن الخامس عشر. ربما كان اسمًا جديدًا متأثرًا صوتيًا بأسماء كارفونا الموجودة مسبقًا (أي البلدة التي كانت تعرف بالفعل بالتشيك) وفارنا.

## جغرافية
وضع الأرض مسطح والساحل البحري كافارنا 42 كيلومتر (26 ميل) طويل. على طولها هناك شواطئ صغيرة ، بما في ذلك شاطئ اصطناعي. جور شيراكمان مع أبراج المنحدرات الشاهقة فوق ساحل البحر. يمكن العثور على بقايا جدران الحصون والخنادق والمباني والكنائس والمقابر على الهضبة المسطحة. المنطقة غنية بالمياه المعدنية.
توفر المنطقة المحيطة بكافارنا فرصًا لتطوير السياحة البيئية والسياحة المتخصصة   - فحص وتصوير النباتات والدلافين وأنواع مختلفة من الأسماك في المياه الساحلية. بسبب وجود مجموعة متنوعة من الطيور فإنها تجذب السياح من جميع أنحاء العالم وتساهم في أن تصبح كالياكرا ويايلاتا واحدة من أكثر الأماكن المفضلة في بلغاريا لتطوير سياحة الطيور.

## الآثار والمتاحف

### دبروجة وعرض البحر
دبروجة وعرض البحر هو متحف بحري صغير. يقع في حمام تركي تم ترميمه تقريبًا ، يُسمّى الحمام. تم بناؤه في بداية القرن الخامس عشر ويمثل حمامًا كبيرًا من خلية نحل من الحجر ، ويقع في بداية الوادي المؤدي إلى الميناء ، وعلى بعد نصف كيلومتر من وسط المدينة. يتم الكشف عن العديد من المراسي الحجرية والأمفورا والسيراميك التي تم العثور عليها خلال البعثات الأثرية تحت الماء. يمكن رؤية عملات معدنية من حقب مختلفة وكنز تراقي ذهبي في قاعة بيت الكنز.

### متحف المدينة
يمكن العثور على متحف المدينة في مبنى المكتبة المحلية. يتم عرض المواد ، التي تكشف عن تاريخ المدينة الذي يبلغ ألف عام في معرضها. دليل على حياة الناس في المنطقة منذ العصور القديمة ممثلة هنا. نموذج لمساكن الكهوف من عصور ما قبل التاريخ ، والعديد من الأدوات والبنادق والمسدسات من حرب التحرير ، بالإضافة إلى المواد الإثنوغرافية   - يتم عرض الملابس ، ، والقماش على الطراز الشعبي

### المتحف الإثنوغرافي

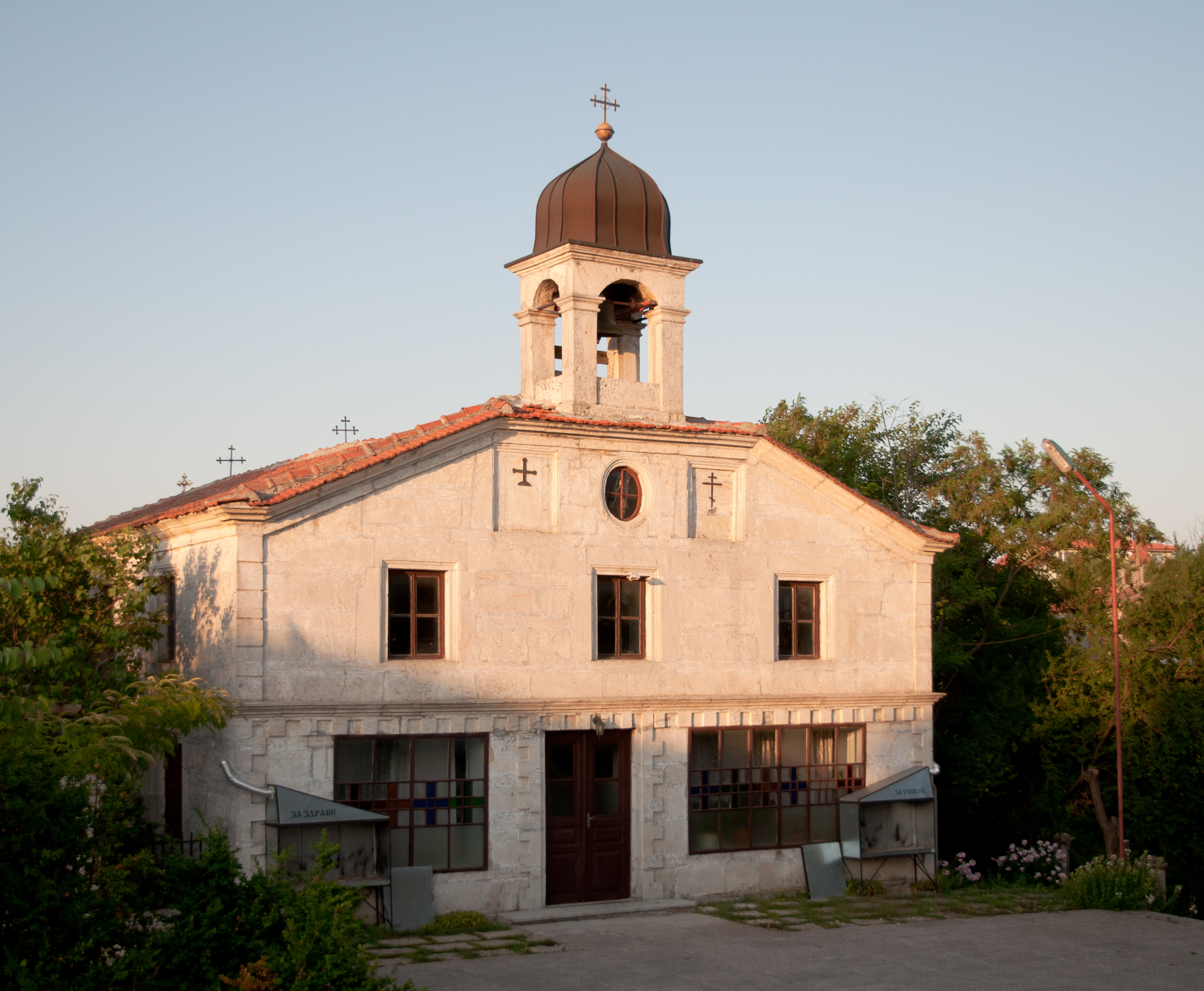
رواق كنيسة ثيوتوكوس.

يمثل المتحف الإثنوغرافي منزلًا قديمًا من نهاية القرن التاسع عشر ينتمي إلى عائلة غنية. يكشف الجزء الداخلي عن عادات وثقافة السكان الذين يسكنون ذلك الجزء من البلاد ؛ أماكن نموذجية لمنازل دوبروجا ، وأدوات من الثقافة والجولة اليومية للناس. المبنى محاط بحديقة مليئة بأشجار التوت والفاوانيا والزنبق.

### الكنائس
هناك كنيستان تقعان في وسط المدينة. بنيت كنيسة القديس جورج عام 1836 ودورميت كنيسة ثيوتوكوس عام 1860. لعبت كلتا الكنيستين دورًا مهمًا خلال الحكم العثماني وبعد التحرير كمراكز تعليمية وثقافية.

### النوافير القديمة
كانت هذه 12 نوافير ربيعية تقع على طول الوادي إلى الميناء. تم تدمير بعض منها وتمت استعادة الباقي مؤخرا. تشكل كمية المياه الكبيرة من مياه الينابيع نهرًا صغيرًا.

## الثقافة
منذ عام 2004 ، تحولت المدينة إلى أحد مراكز الحياة الموسيقية في بلغاريا. استضافت كافارنا العديد من حفلات موسيقى الروك آند رول . في عام 2005 كانت الفرقة الأكثر شعبية تؤدي في استاد المدينة هي ديب بيربل . كان الأداء الآخر البارز في الغالب أساطير موسيقى الروك والموسيقى المعدنية الثقيلة ، مثل Scorpions و Axel Rudi Pell و Gamma Ray و Masterplan و Destruction . في 27 أغسطس 2005 ، قامت فرقة ألمانية أخرى بقبول عرضها الأخير مع المغني الرئيسي الأصلي أودو ديركشنايدر . هناك أيضا لوحة جدارية للمغني Whitesnake ديفيد Coverdale .
شهد عام 2006 بدء مهرجان كالياكرا روك - مهرجان معدني (أعيدت تسميته إلى مهرجان كافارنا روك في عام 2010) بما في ذلك العديد من الفرق المعدنية. تبعت نفس السنة التقليد بحفلات موسيقية من فرق موسيقية أكثر وكذلك بعض موسيقيي البوب والرقص. على سبيل المثال ، غنى نجم البوب الروسي فيليب كيركوروف هناك في سبتمبر.
في عام 2007 ، تضمن الفنانون الجنة والجحيم ، وجون لوتون باند ، ومانوار ، وموتورهيد ، وروبرت بلانت ، وروني جيمس ديو . شهد العام التالي عودة Manowar داخل Kaliakra Rock Fest بمحاولة لمدة 5 ساعات لتسجيل رقم قياسي عالمي لأطول حفلة موسيقية للمعادن الثقيلة. في اليومين التاليين ، عقدت أليس كوبر وسلاير وإين فليمز حفلات موسيقية. في يوليو 2009 ، تصدرت Mötley Crüe مهرجان الروك ، مع مشاركة العقارب و Blind Guardian و Dream Theatre أيضًا. كما قامت سوناتا أركتيكا بأداء في عامي 2008 و 2011.
أقيمت بطولة فولفو للمباراة العالمية لعام 2013 في ملعب غولف تراقيان كليفس .

## علاقات دولية

### المدن التوأم والمدن الشقيقة
Kavarna توأمة مع:
- Podolsk, Russia[5]

### شرف
كوفارنا كوف في جزيرة ليفينغستون في جزر شيتلاند الجنوبية ، سميت أنتاركتيكا باسم كافارنا.

## روابط خارجية
- الصفحة الرئيسية الرسمية
- دليل بلدية كافارنا
- خريطة تفاعلية لكافارنا